# Lloyd Avery II
Lloyd Avery II (eigentlich Lloyd Fernandez Avery; * 21. Juni 1969 in South Central, Los Angeles, Kalifornien, USA; † 4. September 2005 in Crescent City, Kalifornien, USA) war ein US-amerikanischer Schauspieler.
Lloyd Avery stammte aus der Mittelschicht. Er hatte nichts mit der Schauspielerei zu tun, bis ihm John Singleton anbot, in seinem ersten Film Boyz n the Hood – Jungs im Viertel mitzuspielen. Beide waren im selben Viertel aufgewachsen. In seinem nächsten Film Poetic Justice spielte er eine Nebenrolle. Weiterhin spielte er in Filmen wie Hip Hop Hood – Im Viertel ist die Hölle los und Lockdown mit. Sein letzter Film war Focus/Shot.
Nach der Fertigstellung des Filmes Focus/Shot wurde Lloyd Avery wegen Doppelmordes zu lebenslanger Haft verurteilt. Am 6. September 2005 wurde Lloyd Avery tot in seiner Zelle aufgefunden. Der Todestag war am Abend des 4. Septembers. Lloyd Avery wurde mit einem Schlag an den Kopf und einem Würgegriff getötet. Der Mann, der mit Lloyd Avery in einer Zelle einsaß, hieß Kevin Roby und war zum damaligen Zeitpunkt 41 Jahre alt. Lloyd Avery wurde im Inglewood Park Cemetery beerdigt.

## Filmografie
- 1991: Boyz n the Hood – Jungs im Viertel
- 1993: Poetic Justice
- 1996: Hip Hop Hood – Im Viertel ist die Hölle los
- 2000: Lockdown
- 2001: Focus/Shot